# Pseudohyparpalus
Pseudohyparpalus is een geslacht van kevers uit de familie van de loopkevers (Carabidae). De wetenschappelijke naam van het geslacht is voor het eerst geldig gepubliceerd in 1946 door Basilewsky.

## Soorten
Het geslacht Pseudohyparpalus omvat de volgende soorten:
- Pseudohyparpalus angustipennis (Putzeys In Chaudoir, 1876)
- Pseudohyparpalus audens (Peringuey, 1899)
- Pseudohyparpalus basilewskyi Lecordier, 1978
- Pseudohyparpalus bulirschi Facchini, 2004
- Pseudohyparpalus burgeoni Basilewsky, 1949
- Pseudohyparpalus casperi (Kuntzen, 1919)
- Pseudohyparpalus diastictus (Alluaud, 1926)
- Pseudohyparpalus elegans Clarke, 1981
- Pseudohyparpalus elongatus (Jeannel, 1948)
- Pseudohyparpalus fimbriatus Clarke, 1981
- Pseudohyparpalus hova (Alluaud, 1918)
- Pseudohyparpalus kolbei (Kuntzen, 1919)
- Pseudohyparpalus luluensis (Burgeon, 1936)
- Pseudohyparpalus metabolus (Alluaud, 1926)
- Pseudohyparpalus mossoensis Basilewsky, 1956
- Pseudohyparpalus nindae (Burgeon, 1937)
- Pseudohyparpalus nyassicus Clarke, 1981
- Pseudohyparpalus puncticollis (Boheman, 1848)
- Pseudohyparpalus quadratus Clarke, 1981
- Pseudohyparpalus rectangularis Clarke, 1981